# Liste des joueurs des Indians de Cleveland
 (mai 2011).
Liste des joueurs de baseball ayant évolué au moins un match pour les Indians de Cleveland depuis 1901 sous les différents noms de la franchise : Blues (1901), Bronchos (1902), Naps (1903-1914) et Indians (depuis 1915). 
- Haut – A
- B
- C
- D
- E
- F
- G
- H
- I
- J
- K
- L
- M
- N
- O
- P
- Q
- R
- S
- T
- U
- V
- W
- X
- Y
- Z

## A
| - Fred Abbott - Paul Abbott - Al Aber - Bill Abernathie - Ted Abernathy - Harry Ables - Winston Abreu - Bert Adams - Joe Adcock - Tommie Agee - Luis Aguayo - Hank Aguirre - Darrel Akerfelds - Mike Aldrete - Bob Alexander - Gary Alexander |  | - Hugh Alexander - Andy Allanson - Bob Allen - Chad Allen - Johnny Allen - Neil Allen - Rod Allen - Milo Allison - Beau Allred - Roberto Alomar - Sandy Alomar, Jr. - Dell Alston - Dave Altizer - Joe Altobelli - Luis Alvarado - Max Alvis |  | - Rubén Amaro, Jr. - Héctor Ambriz - Larry Andersen - Brady Anderson - Brian Anderson - Bud Anderson - Dwain Anderson - Jason Anderson - Ivy Andrews - Nate Andrews - Johnny Antonelli - Luis Aponte - Pete Appleton - Greg Aquino - Steve Arlin - Jack Armstrong |  | - Mike Armstrong - Brad Arnsberg - Alan Ashby - Ken Aspromonte - Paul Assenmacher - Keith Atherton - Michael Aubrey - Rick Austin - Chick Autry - Bruce Aven - Earl Averill - Earl Averill, Jr. - Bobby Ávila - Benny Ayala - Dick Aylward - Joe Azcue |

## B
| - Mike Bacsik - Carlos Baerga - Danys Báez - Jim Bagby, Jr. - Jim Bagby, Sr. - Scott Bailes - Steve Bailey - Harold Baines - Bock Baker - Frank Baker - Howard Baker - Neal Ball - Mark Ballinger - Chris Bando - George Banks - Alan Bannister - Walter Barbare - Jap Barbeau - Josh Bard - Josh Barfield - Len Barker - Ray Barker - Jeff Barkley - Brian Barnes - Rich Barnes - Les Barnhart - Cliff Bartosh - Jim Baskette - Johnny Bassler - Ray Bates - Rick Bauer - Jim Baxes - Harry Bay - Bill Bayne - Johnny Beall - Belve Bean - Gene Bearden - Kevin Bearse - Erve Beck - George Beck - Heinz Becker - Joe Becker - Gene Bedford - Phil Bedgood |  | - Fred Beebe - Fred Beene - Rick Behenna - Beau Bell - Buddy Bell - David Bell - Eric Bell - Gary Bell - Jay Bell - Albert Belle - Ronnie Belliard - Harry Bemis - Ray Benge - Stan Benjamin - Henry Benn - Al Benton - Butch Benton - Johnny Berardino - Jason Bere - Moe Berg - Boze Berger - Heinie Berger - Al Bergman - Tony Bernazard - Bill Bernhard - Gerónimo Berroa - Joe Berry - Ken Berry - Bob Bescher - Rafael Betancourt - Kurt Bevacqua - Jason Beverlin - Jim Bibby - Mike Bielecki - Nick Bierbrodt - Josh Billings - Steve Biras - Joe Birmingham - Lloyd Bishop - Rivington Bisland - Bud Black - Don Black - George Blaeholder - Willie Blair |  | - Casey Blake - Ossie Blanco - Fred Blanding - Larvell Blanks - Bert Blyleven - Bruce Bochte - Eddie Bockman - Joe Boehling - John Bohnet - Joe Boley - Jim Bolger - Cecil Bolton - Walt Bond - Bobby Bonds - Frank Bonner - Bill Bonness - Buddy Booker - Red Booles - Aaron Boone - Dan Boone - Ray Boone - Pat Borders - Joe Borowski - Dick Bosman - Harley Boss - Denis Boucher - Lou Boudreau - Abe Bowman - Ted Bowsfield - Gary Boyd - Jason Boyd - Jack Bracken - Buddy Bradford - Bill Bradley - Jack Bradley - Milton Bradley - Dick Braggins - Jeff Branson - Michael Brantley - Russell Branyan - Ad Brennan - Tom Brennan - Bert Brenner - Lynn Brenton |  | - Bill Brenzel - Craig Breslow - Jamie Brewington - Charlie Brewster - Rocky Bridges - Dan Briggs - John Briggs - Lou Brissie - Johnny Broaca - Dick Brodowski - Jack Brohamer - Herman Bronkie - Tom Brookens - Ben Broussard - Frank Brower - Jim Brower - Andrew Brown - Clint Brown - Dick Brown - Jackie Brown - Jordan Brown - Jumbo Brown - Larry Brown - Lloyd Brown - Jerry Browne - Travis Buck - Garland Buckeye - Fritz Buelow - Bryan Bullington - Dave Burba - Larry Burchart - Ellis Burks - Johnny Burnett - Jeromy Burnitz - George Burns - Ellis Burton - Jim Busby - Tom Buskey - Hank Butcher - John Butcher - Billy Butler - Brett Butler - Paul Byrd |

## C
| - Asdrúbal Cabrera - Fernando Cabrera - Jolbert Cabrera - Orlando Cabrera - Joe Caffie - Ben Caffyn - Wayne Cage - Cam Cairncross - Bruce Caldwell - Ray Caldwell - Dave Callahan - Paul Calvert - Ernie Camacho - Lou Camilli - Bruce Campbell - Soup Campbell - Cardell Camper - Casey Candaele - Tom Candiotti - Bernie Carbo - José Cardenal - Leo Cárdenas - Fred Carisch - Luke Carlin - Steve Carlton - Fausto Carmona - Eddie Carnett - Charlie Carr - Carlos Carrasco - Jamey Carroll - Chico Carrasquel - Cam Carreon - Mark Carreon - Kit Carson |  | - Joe Carter - Paul Carter - Rico Carty - George Case - Sean Casey - Larry Casian - Carmen Castillo - Pete Center - Ed Cermak - Rick Cerone - Bob Chakales - Chris Chambliss - Bob Chance - Dean Chance - Ben Chapman - Ray Chapman - Sam Chapman - Larry Chappell - Joe Charboneau - Charlie Chech - Virgil Cheeves - Shin-Soo Choo - Mike Christopher - Russ Christopher - Vinnie Chulk - Chuck Churn - Al Cicotte - Al Cihocki - Bill Cissell - Uke Clanton - Allie Clark - Bob Clark - Bryan Clark - Dave Clark |  | - Ginger Clark - Jim Clark - Mark Clark - Terry Clark - Watty Clark - Josh Clarke - Nig Clarke - Sumpter Clarke - Walter Clarkson - Ty Cline - Billy Clingman - Lou Clinton - David Clyde - Chris Codiroli - Rocky Colavito - Vince Colbert - Alex Cole - Bert Cole - Bob Coleman - Gordy Coleman - Allan Collamore - Hap Collard - Don Collins - Jackie Collum - Bartolo Colón - Merl Combs - Steve Comer - Bunk Congalton - Sarge Connally - Bruce Connatser - Ed Connolly - Joe Connolly - Joe Connor - Jim Constable |  | - Jack Conway - Herb Conyers - Dennis Cook - Alex Cora - Joey Cora - Wil Cordero - Marty Cordova - David Cortés - Marlan Coughtry - Fritz Coumbe - Stan Coveleski - Ted Cox - Howard Craghead - Rod Craig - Del Crandall - Keith Creel - Jack Cressend - Coco Crisp - Bill Cristall - Ed Crosby - Frank Cross - Trevor Crowe - Francisco Cruceta - Jacob Cruz - Victor Cruz - Roy Cullenbine - Nick Cullop (OF) - Nick Cullop (P) - Wil Culmer - George Culver - Tony Curry - Chad Curtis - Jack Curtis - Al Cypert |

## D
| - Jeff D'Amico - Paul Dade - Bill Dailey - Pete Dalena - Bud Daley - Tom Daly - Lee Dashner - Vic Davalillo - Homer Davidson - Bill Davis - Harry Davis - Jason Davis - Kane Davis - Steve Davis - Joey Dawley - Joe Dawson - Mike de la Hoz - Chubby Dean - Hank DeBerry - Jeff Dedmon |  | - Frank Delahanty - David Dellucci - Rich DeLucia - Don Demeter - Steve Demeter - Ben Demott - Rick Dempsey - Kyle Denney - Otto Denning - John Denny - Sam Dente - Sean DePaula - Mark DeRosa - Gene Desautels - Shorty Desjardien - George DeTore - Jim Devlin - Bo Díaz - Einar Díaz - Paul Dicken |  | - George Dickerson - Don Dillard - Harley Dillinger - Miguel Diloné - Jerry Dipoto - Walt Doan - Joe Dobson - Pat Dobson - Larry Doby - Frank Doljack - Pat Donahue - Red Donahue - Jason Donald - Brendan Donnelly - Pete Donohue - Dick Donovan - Mike Donovan - Tom Donovan - Bill Doran - Red Dorman |  | - Gus Dorner - Brian Dorsett - Cal Dorsett - Pete Dowling - Logan Drake - Tom Drake - Ryan Drese - Tim Drew - Jason Dubois - Frank Duffy - Dave Duncan - Shelley Duncan - George Dunlop - Steve Dunning - Shawon Dunston - Todd Dunwoody - Chad Durbin - Jerry Dybzinski - Jim Dyck |

## E
| - Truck Eagan - Luke Easter - Jamie Easterly - Ted Easterly - Dennis Eckersley - George Edmondson - Eddie Edmonson - Doc Edwards - Hank Edwards - Jim Joe Edwards |  | - Harry Eells - Ben Egan - Bruce Egloff - Hack Eibel - Juan Eichelberger - Ike Eichrodt - Harry Eisenstat - Scott Elarton - Dave Elder - Frank Ellerbe |  | - Bruce Ellingsen - John Ellis - George Ellison - Dick Ellsworth - Alan Embree - Red Embree - Joe Engel - Clyde Engle - Johnny Enzmann - Jim Eschen |  | - Alex Escobar - José Escobar - Álvaro Espinoza - Chuck Essegian - Jim Essian - Ferd Eunick - Joe Evans - Adam Everett - Hoot Evers |

## F
| - Tony Faeth - Jerry Fahr - Ferris Fain - Bibb Falk - Cy Falkenberg - Harry Fanwell - Ed Farmer - Jack Farmer - Steve Farr - John Farrell - Sal Fasano - Bob Feller - Félix Fermín - Tony Fernández - Don Ferrarese |  | - Wes Ferrell - Tom Ferrick - Cy Ferry - Chick Fewster - Cecil Fielder - Chuck Finley - Dan Firova - Carl Fischer - Mike Fischlin - Eddie Fisher - Gus Fisher - Ed Fitz Gerald - Paul Fitzke - Al Fitzmorris - Ray Flanigan |  | - Les Fleming - Elmer Flick - Jesse Flores - Hank Foiles - Lew Fonseca - Ted Ford - Ray Fosse - Alan Foster - Ed Foster - Roy Foster - Ben Francisco - Julio Franco - Terry Francona - Tito Francona - George Frazier |  | - Joe Frazier - Vern Freiburger - Dave Freisleben - Jim Fridley - Owen Friend - Buck Frierson - Doug Frobel - Johnson Fry - Travis Fryman - Vern Fuller - Aaron Fultz - Frank Funk |

## G
| - Fabian Gaffke - Ralph Gagliano - Milt Galatzer - Denny Galehouse - Dave Gallagher - Jackie Gallagher - Shorty Gallagher - Oscar Gamble - Chick Gandil - Bob Garbark - Karim García - Mike Garcia - Larry Gardner - Ray Gardner - Rob Gardner - Ryan Garko - Wayne Garland - Clarence Garrett - Charlie Gassaway - Gary Geiger - Frank Genins - Jim Gentile - Greek George - Lefty George - George Gerken |  | - Justin Germano - Jody Gerut - Al Gettel - Gus Getz - Gustavo Gil - Brian Giles - Johnny Gill - Chris Gimenez - Tinsley Ginn - Joe Ginsberg - Matt Ginter - Luke Glavenich - Jim Gleeson - Martin Glendon - Sal Gliatto - Bill Glynn - Ed Glynn - John Gochnauer - Bill Gogolewski - Jonah Goldman - Jeanmar Gómez - Rubén Gómez - Rene Gonzales - Andy González - Denny González |  | - José González - Juan González - Orlando Gonzalez - Pedro González - Raúl González - Lee Gooch - Wilbur Good - Dwight Gooden - Don Gordon - Joe Gordon - Mike Gosling - Al Gould - Mauro Gozzo - Rod Graber - Tony Graffanino - Peaches Graham - Tommy Gramly - Jack Graney - Eddie Grant - George Grant - Jimmy Grant - Mudcat Grant - Mickey Grasso - Danny Graves - Gary Gray |  | - Johnny Gray - Ted Gray - Gene Green - Dave Gregg - Vean Gregg - Alfredo Griffin - Art Griggs - Bob Grim - Oscar Grimes - Jason Grimsley - Ross Grimsley II - Marquis Grissom - Steve Gromek - Bob Groom - Ernest Groth - Harvey Grubb - Johnny Grubb - Mark Grudzielanek - Cecilio Guante - Lou Guisto - Tom Gulley - Red Gunkel - Jeremy Guthrie - Franklin Gutiérrez - Ricky Gutiérrez |

## H
| - Travis Hafner - Rip Hagerman - Bob Hale - Odell Hale - Jimmie Hall - Mel Hall - Russ Hall - John Halla - Bill Hallman - Al Halt - Doc Hamann - Jack Hamilton - Steve Hamilton - Jack Hammond - Granny Hamner - Rich Hand - Chris Haney - Jack Hannahan - Doug Hansen - Mel Harder - Carroll Hardy - Jack Hardy - Steve Hargan - Mike Hargrove - Spec Harkness - Tommy Harper - Toby Harrah - Billy Harrell - Ken Harrelson - Billy Harris - Bubba Harris - Joe Harris - Mickey Harris - Roric Harrison |  | - Jack Harshman - Oscar Harstad - Bill Hart - Bruce Hartford - Grover Hartley - Bob Hartman - Luther Harvel - Zaza Harvey - Ron Hassey - Fred Hatfield - Arthur Hauger - Joey Hauser - Brad Havens - Wynn Hawkins - Howie Haworth - Frankie Hayes - Von Hayes - Jeff Heath - Neal Heaton - Mike Hedlund - Bob Heffner - Jim Hegan - Jack Heidemann - Woodie Held - Hank Helf - Russ Heman - Charlie Hemphill - Rollie Hemsley - Bernie Henderson - George Hendrick - Harvey Hendrick - Tim Hendryx - Dave Hengel - Phil Hennigan |  | - Earl Henry - Matt Herges - Remy Hermoso - Anderson Hernández - Jeremy Hernandez - José Hernández - Keith Hernandez - Roberto Hernández - Alex Herrera - Frank Herrmann - Orel Hershiser - Otto Hess - Joe Heving - Jack Hickey - Charlie Hickman - Bob Higgins - Dennis Higgins - Mark Higgins - Oral Hildebrand - Tom Hilgendorf - Glenallen Hill - Herbert Hill - Hugh Hill - Ken Hill - Shawn Hillegas - Bill Hinchman - Harry Hinchman - Chuck Hinton - Tommy Hinzo - Myril Hoag - Oris Hockett - Johnny Hodapp - Gomer Hodge - Bill Hoffer |  | - Tex Hoffman - Harry Hogan - Kenny Hogan - Eddie Hohnhorst - Dutch Holland - Todd Hollandsworth - Dave Hollins - Ken Holloway - Don Hood - Bob Hooper - Sam Horn - Tony Horton - Willie Horton - Dave Hoskins - Tyler Houston - Art Houtteman - Doug Howard - Ivan Howard - Thomas Howard - Dixie Howell - Red Howell - Bob Howry - Dick Howser - Trenidad Hubbard - Willis Hudlin - David Huff - Mike Huff - Roy Hughes - Mark Huismann - Johnny Humphries - Bill Hunnefield - Bill Hunter - Billy Hunter |

## I
- Joe Inglett
- Happy Iott
- Tommy Irwin (en)

## J
| - Damian Jackson - Jim Jackson - Mike Jackson - Mike Jackson - Randy Jackson - Shoeless Joe Jackson - Zach Jackson - Baby Doll Jacobson - Brook Jacoby - Jason Jacome - Big Bill James - Chris James |  | - Dion James - Lefty James - Charlie Jamieson - Hi Jasper - Tex Jeanes - Mike Jeffcoat - Reggie Jefferson - Stan Jefferson - Dan Jessee - Johnny Jeter - Houston Jiménez - José Jiménez |  | - Tommy John - Alex Johnson - Bob Johnson - Cliff Johnson - Jason Johnson - Jerry Johnson - Larry Johnson - Lou Johnson - Vic Johnson - Doc Johnston - Doug Jones - Hal Jones |  | - Sad Sam Jones - Toothpick Sam Jones - Willie Jones - Scott Jordan - Tom Jordan - Addie Joss - Jeff Juden - Wally Judnich - Jorge Julio - Ken Jungels - David Justice |

## K
| - Nick Kahl - George Kahler - Bob Kaiser - Jeff Kaiser - Scott Kamieniecki - Willie Kamm - Paul Kardow - Benn Karr - Steve Karsay - Marty Kavanagh - Austin Kearns - Pat Keedy - Dave Keefe - Mike Kekich - Tom Kelley - Bob Kelly - Pat Kelly - Ken Keltner - Fred Kendall - Bill Kennedy |  | - Bob Kennedy - Vern Kennedy - Jerry Kenney - Jeff Kent - Marty Keough - Jim Kern - Jack Kibble - Mike Kilkenny - Ed Killian - Jerry Kindall - Ralph Kiner - Eric King - Jim King - Dennis Kinney - Wayne Kirby - Jay Kirke - Willie Kirkland - Harry Kirsch - Garland Kiser - Ron Kittle |  | - Malachi Kittridge - Lou Klein - Hal Kleine - Ed Klepfer - Ed Klieman - Lou Klimchock - Steve Kline (LHP) - Steve Kline (RHP) - Johnny Klippstein - Joe Klugmann - Cotton Knaupp - Bill Knickerbocker - Ray Knode - Masahide Kobayashi - Elmer Koestner - Brad Komminsk - Larry Kopf - Mike Koplove - Kevin Kouzmanoff - Joe Krakauskas |  | - Jack Kralick - Tom Kramer - Gene Krapp - Harry Krause - Rick Kreuger - Rick Krivda - Gary Kroll - John Kroner - Ernie Krueger - Art Kruger - Jack Kubiszyn - Harvey Kuenn - Bub Kuhn - Kenny Kuhn - Duane Kuiper - Hal Kurtz - Bob Kuzava |

## L
| - Bob Lacey - Candy LaChance - Guy Lacy - Aaron Laffey - Nap Lajoie - Tim Laker - Ray Lamb - Otis Lambeth - Tom Lampkin - Grover Land - Jim Landis - Sam Langford - Mark Langston - Matt LaPorta - Juan Lara - Greg LaRocca - Dave LaRoche - Lyn Lary - Fred Lasher - Bill Laskey - Barry Latman - Bill Lattimore - Ron Law - Jim Lawrence |  | - Roxie Lawson - Matt Lawton - Bill Laxton - Emil Leber - Ricky Ledee - Cliff Lee (OF) - Cliff Lee (P) - David Lee - Leron Lee - Mike Lee - Thornton Lee - Gene Leek - Paul Lehner - Norm Lehr - Nemo Leibold - Dummy Leitner - Scott Leius - Jack Lelivelt - Johnnie LeMaster - Bob Lemon - Jim Lemon - Eddie Leon - Joe Leonard - Jesse Levis |  | - Dutch Levsen - Dennis Lewallyn - Jensen Lewis - Mark Lewis - Scott Lewis - Glenn Liebhardt, Sr. - Jeff Liefer - Derek Lilliquist - Carl Lind - Lyman Linde - Bill Lindsay - Jim Lindsey - Fred Link - Larry Lintz - Bob Lipski - Joe Lis - Pete Lister - Mark Little - Larry Littleton - Paddy Livingston - Bobby Locke - Stu Locklin - Kenny Lofton - Howard Lohr |  | - Ron Lolich - Sherm Lollar - Al Lopez - Albie López - Luis López - Marcelino López - Bris Lord - Andrew Lorraine - Torey Lovullo - Grover Lowdermilk - John Lowenstein - Ryan Ludwick - Matt Luke - Héctor Luna - Gordy Lund - Jack Lundbom - Harry Lunte - Al Luplow - Billy Lush - Rube Lutzke - Russ Lyon |

## M
| - Chuck Machemehl - Ray Mack - Felix Mackiewicz - Clarence Maddern - Ever Magallanes - Sal Maglie - Tom Magrann - Chris Magruder - Jim Mahoney - Duster Mails - Hank Majeski - Candy Maldonado - Rick Manning - Jeff Manto - Roger Maris - Fred Marsh - Lou Marson - Andy Marté - Billy Martin - Morrie Martin - Tom Martin - Carlos Martínez - Dennis Martínez - Sandy Martínez - Tony Martínez - Víctor Martínez - Willie Martínez - Justin Masterson - Tom Mastny - Carl Mathias - Dave Maurer - Lee Maye |  | - Jimmy McAleer - Bake McBride - Ralph McCabe - Jack McCarthy - Barney McCosky - Tommy McCraw - Frank McCrea - John McDonald - Jim McDonnell - Jack McDowell - Oddibe McDowell - Sam McDowell - Deacon McGuire - Jim McGuire - Marty McHale - Stuffy McInnis - Hal McKain - Mark McLemore - Cal McLish - Don McMahon - Harry McNeal - Pat McNulty - George McQuillan - Luis Medina - Moxie Meixell - Sam Mele - John Meloan - Bill Melton - Kent Mercker - Lou Merloni - Matt Merullo - José Mesa |  | - Bud Messenger - Dewey Metivier - Catfish Metkovich - Dutch Meyer - Dan Miceli - Jason Michaels - John Middleton - Bob Milacki - Larry Milbourne - Johnny Miljus - Bob Miller - Ed Miller - Jake Miller - Matt Miller - Ray Miller - Randy Milligan - Buster Mills - Frank Mills - Jack Mills - Kevin Millwood - Al Milnar - Steve Mingori - Minnie Miñoso - Dale Mitchell - Kevin Mitchell - Willie Mitchell - Dave Mlicki - Danny Moeller - Mike Mohler - Blas Monaco - Sid Monge - Ed Montague |  | - Leo Moon - Barry Moore - Earl Moore - Eddie Moore - Jim Moore - Andres Mora - Billy Moran - Ed Morgan - Joe Morgan - Alvin Morman - Jeff Moronko - Jack Morris - Guy Morton - Jerry Moses - Howie Moss - Don Mossi - Guillermo Mota - Edward Mujica - Terry Mulholland - Fran Mullins - Bob Muncrief - Tim Murchison - Eddie Murray - Heath Murray - Ray Murray - Jeff Mutis - Glenn Myatt - Elmer Myers - Aaron Myette |

## N
| - Chris Nabholz - Lou Nagelsen - Russ Nagelson - Charles Nagy - Bill Nahorodny - Hal Naragon - Ray Narleski - Ken Nash - Jaime Navarro - Mike Naymick |  | - Cal Neeman - Jim Neher - Bernie Neis - Dave Nelson - Rocky Nelson - Graig Nettles - Milo Netzel - Don Newcombe - Hal Newhouser - Alan Newman |  | - Simon Nicholls - Rod Nichols - Chris Nichting - Dick Niehaus - Phil Niekro - Milt Nielsen - Bob Nieman - Harry Niles - Rabbit Nill - Al Nipper |  | - Ron Nischwitz - Jayson Nix - Otis Nixon - Russ Nixon - Trot Nixon - Junior Noboa - Dickie Noles - Jim Norris - Les Nunamaker |

## O
| - Jack O'Brien - Pete O'Brien (1B) - Pete O'Brien (2B) - Paul O'Dea - John O'Donoghue - Hal O'Hagan - Steve O'Neill |  | - Ted Odenwald - Blue Moon Odom - Bryan Oelkers - Chad Ogea - Tomo Ohka - Bob Ojeda - Steve Olin |  | - Dave Oliver - Gregg Olson - Ivy Olson - Eddie Onslow - Jesse Orosco - Jorge Orta - Junior Ortiz |  | - Harry Ostdiek - Harry Otis - Dave Otto - Johnny Oulliber - Bob Owchinko |

## P
| - Ernie Padgett - Karl Pagel - Pat Paige - Satchel Paige - Lowell Palmer - Frank Papish - Harry Parker - Chad Paronto - Lance Parrish - Casey Parsons - Ben Paschal - Camilo Pascual - Mike Paul - Carl Pavano - Stan Pawloski - Mike Paxton - Alex Pearson - Monte Pearson - Hal Peck - Roger Peckinpaugh - Gerónimo Peña |  | - Orlando Peña - Tony Peña - Ken Penner - Jhonny Peralta - Jack Perconte - Chris Perez - Eddie Pérez - Eduardo Perez - Rafael Pérez - Tony Perezchica - Broderick Perkins - Jon Perlman - Bill Perrin - George Perring - Chan Perry - Gaylord Perry - Herb Perry - Jim Perry - Vinnie Pestano - John Peters - Rusty Peters |  | - Cap Peterson - Fritz Peterson - Jesse Petty - Larry Pezold - Josh Phelps - Ken Phelps - Dave Philley - Adolfo Phillips - Brandon Phillips - Bubba Phillips - Eddie Phillips - Jason Phillips - Tom Phillips - Ollie Pickering - Marino Pieretti - Jim Piersall - Horacio Piña - Lou Piniella - Vada Pinson - Stan Pitula - Juan Pizarro |  | - Eric Plunk - Adam Plutko - Ray Poat - Bud Podbielan - Johnny Podgajny - Lou Polchow - Jim Poole - Dave Pope - Dick Porter - Jay Porter - Wally Post - Lou Pote - Nellie Pott - Bill Pounds - Boog Powell - Ted Power - Vic Power - John Powers - Mike Powers - Jackie Price - Ron Pruitt - Frankie Pytlak |

## Q
- Jamie Quirk

## R
| - Joe Rabbitt - Dick Radatz - Scott Radinsky - Tom Raftery - Tom Ragland - Eric Raich - Larry Raines - Jason Rakers - Alex Ramírez - Manny Ramírez - Domingo Ramos - Pedro Ramos - Morrie Rath - Mike Redmond - Jerry Reed - Steve Reed - Rudy Regalado - Herman Reich - Duke Reilley - Tom Reilly - Art Reinholz - Pete Reiser |  | - Bugs Reisigl - Paul Reuschel - Anthony Reyes - Allie Reynolds - Bob Reynolds - Bob Rhoads - Arthur Rhodes - Kevin Rhomberg - Sam Rice - Denny Riddleberger - Steve Ridzik - Paul Rigdon - Jerrod Riggan - Juan Rincón - Ricardo Rincón - Billy Ripken - David Riske - Reggie Ritter - Jim Rittwage - Luis Rivas - Joe Roa - Jake Robbins |  | - Bip Roberts - Dave Roberts - Jeriome Robertson - Eddie Robinson - Frank Robinson - Humberto Robinson - Mickey Rocco - John Rocker - Bill Rodgers - Nerio Rodríguez - Ricardo Rodríguez - Rich Rodriguez - Rick Rodriguez - Dave Rohde - Dan Rohn - Billy Rohr - Rich Rollins - José Román - Johnny Romano - Niuman Romero - Ramón Romero - Vicente Romo |  | - Phil Roof - Buddy Rosar - Dave Rosello - Al Rosen - Larry Rosenthal - Don Ross - Claude Rossman - Braggo Roth - Bob Rothel - Mike Rouse - Luther Roy - Dick Rozek - Don Rudolph - Vern Ruhle - Rich Rundles - Jack Russell - Jeff Russell - Lloyd Russell - Hank Ruszkowski - Jim Rutherford - Buddy Ryan - Jack Ryan |

## S
| - CC Sabathia - Carl Sadler - Juan Salas - Mark Salas - Chico Salmon - Jack Salveson - Ken Sanders - Carlos Santana - Rafael Santana - José Santiago (1950s) - José Santiago (2000s) - Angel Santos - Scott Sauerbeck - Germany Schaefer - Joe Schaffernoth - Dan Schatzeder - Frank Scheibeck - Richie Scheinblum - Norm Schlueter - Ossee Schreckengost - Ken Schrom - Don Schulze - Bill Schwartz - Herb Score - Ed Scott - Scott Scudder - Rudy Seánez - Bob Seeds - Pat Seerey - David Seguí - Kevin Seitzer - Bill Selby - Ted Sepkowski - Joe Sewell - Luke Sewell - Richie Sexson |  | - Gordon Seyfried - Wally Shaner - Joe Shaute - Jeff Shaw - Danny Shay - Danny Sheaffer - Pete Shields - Jim Shilling - Ginger Shinault - Bill Shipke - Milt Shoffner - Kelly Shoppach - Paul Shuey - Sonny Siebert - Brian Sikorski - Harry Simpson - Duke Sims - Tony Sipp - Carl Sitton - Grady Sizemore - Joe Skalski - Joel Skinner - Jack Slattery - Brian Slocum - Heathcliff Slocumb - John Smiley - Al Smith (OF) - Al Smith (P) - Bob Smith - Charlie Smith - Clay Smith - Elmer Smith - Joe Smith - Pop-Boy Smith - Roy Smith (1984-91) |  | - Roy Smith (2001-02) - Sherry Smith - Syd Smith - Tommy Smith - Willie Smith - Cory Snyder - Earl Snyder - Russ Snyder - Bill Sodd - Moose Solters - Lary Sorensen - Zach Sorensen - Chick Sorrells - Paul Sorrento - Allen Sothoron - Billy Southworth - Jeremy Sowers - Tris Speaker - By Speece - Horace Speed - Justin Speier - Roy Spencer - Shane Spencer - Charlie Spikes - Dan Spillner - Jerry Spradlin - Jack Spring - Steve Springer - Joe Sprinz - Freddy Spurgeon - Jason Stanford - Lee Stange - Fred Stanley - Mike Stanton - Dolly Stark |  | - George Starnagle - Bill Steen - Red Steiner - Bryan Stephens - Riggs Stephenson - Dave Stevens - Lee Stevens - Lefty Stewart - Sammy Stewart - Scott Stewart - Dick Stigman - Snuffy Stirnweiss - Tim Stoddard - George Stovall - Jesse Stovall - Oscar Streit - George Strickland - Jim Strickland - Jake Striker - Brent Strom - Floyd Stromme - Ken Suarez - Charley Suche - Bill Sudakis - Billy Sullivan, Jr. - Denny Sullivan - Jim Sullivan - Lefty Sullivan - Homer Summa - George Susce - Rick Sutcliffe - Darrell Sutherland - Drew Sutton - Russ Swan - Greg Swindell - Josh Swindell |

## T
| - Pat Tabler - Kazuhito Tadano - Mitch Talbot - Brian Tallet - Jeff Tam - Chuck Tanner - Willie Tasby - Eddie Taubensee - Julián Tavárez - Jackie Tavener - Dummy Taylor - Ron Taylor - Sammy Taylor - Birdie Tebbetts - Al Tedrow |  | - Johnny Temple - Ralph Terry - Jake Thielman - Carl Thomas - Fay Thomas - Gorman Thomas - Pinch Thomas - Stan Thomas - Valmy Thomas - Art Thomason - Jim Thome - Rich Thompson - Ryan Thompson - Jack Thoney - Andre Thornton |  | - Luis Tiant - Dick Tidrow - Bobby Tiefenauer - Tom Timmermann - Ron Tingley - Joe Tipton - Jess Todd - Chick Tolson - Dick Tomanek - Josh Tomlin - Wyatt Toregas - Red Torkelson - Rusty Torres - Happy Townsend - Billy Traber |  | - Jeff Treadway - Mike Tresh - Manny Trillo - Hal Trosky - Quincy Trouppe - Eddie Tucker - Ollie Tucker - Thurman Tucker - Eddie Turchin - Chris Turner - Matt Turner - Terry Turner - Jason Tyner - Dave Tyriver |

## U
| - Ted Uhlaender - George Uhle - Jerry Ujdur |  | - Willie Underhill - Del Unser - Jerry Upp |  | - Cecil Upshaw - Willie Upshaw - Bob Usher |  | - Dutch Ussat |

## V
| - Mike Vail - Luis Valbuena - Efrain Valdéz - Sergio Valdéz - Vito Valentinetti - Elmer Valo - Al Van Camp |  | - Ed Vande Berg - Johnny Vander Meer - Dike Varney - Cal Vasbinder - Ramón Vázquez - Jorge Velandia - Otto Vélez |  | - José Veras - Mickey Vernon - Zoilo Versalles - Tom Veryzer - José Vidal - Ron Villone - Rube Vinson |  | - José Vizcaíno - Luis Vizcaíno - Omar Vizquel - Dave Von Ohlen - Joe Vosmik - George Vukovich |

## W
| - Tom Waddell - Leon Wagner - Paul Wagner - Rick Waits - Howard Wakefield - Ed Walker - Gee Walker - Jerry Walker - Mike Walker - Mysterious Walker - Roy Walker - Roxy Walters - Bill Wambsganss - Aaron Ward - Colby Ward - Preston Ward - Turner Ward - Curt Wardle - Jimmy Wasdell - Ron Washington - Mark Watson - Frank Wayenberg - Roy Weatherly - David Weathers - Floyd Weaver - Skeeter Webb - Les Webber |  | - Mitch Webster - Ray Webster - Ralph Weigel - Dick Weik - Bob Weiland - Elmer Weingartner - Ollie Welf - Butch Wensloff - Bill Wertz - Vic Wertz - Hi West - Jake Westbrook - Wally Westlake - Gus Weyhing - Ed Wheeler - Pete Whisenant - Alex White - Rick White - Earl Whitehill - Mark Whiten - Fred Whitfield - Ed Whitson - Kevin Wickander - Bob Wickman - Bill Wight - Sandy Wihtol - Milt Wilcox |  | - Hoyt Wilhelm - Denney Wilie - Eric Wilkins - Roy Wilkinson - Ted Wilks - Jerry Willard - Brian Williams - Dick Williams - Eddie Williams - Matt Williams - Papa Williams - Reggie Williams - Rip Williams - Stan Williams - Walt Williams - Les Willis - Frank Wills - Art Wilson - Enrique Wilson - Frank Wilson - Jim Wilson - Nigel Wilson - Red Wilson - Fred Winchell - Ralph Winegarner - Dave Winfield - George Winn |  | - Rick Wise - Bobby Witt - Mark Wohlers - Ed Wojna - Ernie Wolf - Roger Wolff - Bob Wood - Kerry Wood - Roy Wood - Smoky Joe Wood - Steve Woodard - Hal Woodeshick - Gene Woodling - Chuck Workman - Tim Worrell - Craig Worthington - Ab Wright (en) - Gene Wright - Jamey Wright - Jaret Wright - Lucky Wright - Joe Wyatt - Whit Wyatt - Early Wynn |

## Y
| - George Yeager - Rich Yett - Earl Yingling - Mike York |  | - Elmer Yoter - Bobby Young - Cliff Young - Cy Young |  | - Ernie Young - George Young - Matt Young - Mike Young |  | - Carl Yowell |

## Z
- Jimmy Zinn
- Sam Zoldak
- Bill Zuber
- Paul Zuvella
- George Zuverink

## Lanceur partant du match d'ouverture de la saison
| - Johnny Allen (1938) - Jim Bagby (1942, 1943) - Gary Bell (1959, 1960) - Bill Bernhard (1904) - Bud Black (1990) - Fred Blanding (1911) - Bert Blyleven (1981, 1985) - Clint Brown (1933) - Tom Candiotti (1987, 1988) - Fausto Carmona (2011) - Bartolo Colón (2000, 2001, 2002) - Stan Coveleski (1917, 1918, 1919, 1920, 1921, 1923) - Dick Donovan (1962) - Dennis Eckersley (1976, 1977) - Bob Feller (1939, 1940, 1941, 1946, 1947, 1948, 1949) - Wes Ferrell (1931, 1932) - Wayne Garland (1978) - Mudcat Grant (1963, 1964) - Vean Gregg (1913) |  | - Mel Harder (1935, 1936, 1937) - Steve Hargan (1971) - Otto Hess (1906) - Oral Hildebrand (1934) - Bill Hoffer (1901) - Willis Hudlin (1930) - Addie Joss (1903, 1908, 1909, 1910) - Cliff Lee (2009) - Bob Lemon (1950, 1951, 1953, 1955, 1956) - Glenn Liebhardt (1907) - Dennis Martínez (1994, 1995, 1996) - Sam McDowell (1966, 1967, 1970) - Willie Mitchell (1912, 1914, 1915, 1916) - Earl Moore (1902, 1905) - Guy Morton (1922) - Charles Nagy (1992, 1993, 1997, 1998) - Gaylord Perry (1972, 1973, 1974, 1975) - Jim Perry (1961) - Allie Reynolds (1945) |  | - C.C. Sabathia (2003, 2004, 2006, 2007, 2008) - Ken Schrom (1986) - Herb Score (1957, 1958) - Joe Shaute (1924, 1929) - Sonny Siebert (1968) - Al Smith (1944) - Dan Spillner (1980) - Sherry Smith (1925) - Rick Sutcliffe (1983, 1984) - Greg Swindell (1989, 1991) - Ralph Terry (1965) - Luis Tiant (1969) - George Uhle (1926, 1927, 1928) - Rick Waits (1982) - Jake Westbrook (2005, 2010) - Rick Wise (1979) - Jaret Wright (1999) - Early Wynn (1952, 1954) |